# Ługów (województwo lubelskie)
Ługów – wieś w Polsce położona w województwie lubelskim, w powiecie lubelskim, w gminie Jastków.
| SIMC    | Nazwa          | Rodzaj    |
| ------- | -------------- | --------- |
| 0381500 | Dobrowola      | część wsi |
| 0381516 | Kolonia Ożarów | część wsi |

W latach 1954–1961 wieś należała i była siedzibą władz gromady Ługów, po jej zniesieniu w gromadzie Tomaszowice. W latach 1975–1998 miejscowość administracyjnie należała do ówczesnego województwa lubelskiego.
Wieś stanowi sołectwo gminy Jastków. Według Narodowego Spisu Powszechnego z roku 2011 wieś liczyła 420 mieszkańców.
Wierni Kościoła rzymskokatolickiego należą do parafii Przemienienia Pańskiego w Garbowie.

## Geografia
Ługów leży na Wyżynie Lubelskiej, a później na skraju Płaskowyżu Nałęczowskiego. Graniczy z Wysokim, Moszenkami i Ożarowem (Gmina Jastków), a także z Gutanowem, Garbowem i Bogucinem (Gmina Garbów). Południowo-wschodnią granicę z Moszenkami wyznacza rzeka Ciemięga.

## Historia
Pisane początki Ługowa sięgają przełomu XIV i XV wieku. Pierwsze wzmianka pochodzi z roku 1409, kiedy to wymienia się dziedzica wsi Lugow- Sylwestra Lasotę Leszka herbu Płonia. Wkrótce pojawiają się inne imiona powiązane z Ługowem, odnotowane zostały nawet dwie kobiety, Święchna z Ługowa i Masiota, żona Wilczka z Ługowa. Zamieszkująca Ługów w tych czasach szlachta nie należała do możnej i utytułowanej, gdyż w 1427 roku pojawił się zarzut ze strony mieszkającego w pobliskim Ożarowie Dziersława, że uważający się za rycerza Sylwester z Ługowa, w rzeczywistości wcale nie należy do stanu rycerskiego. Sprawa znalazła się w sądzie lubelskim, przed którym Sylwester udowodnił swoje rycerskie pochodzenie, powołując się na świadków i przedstawiając swój herb – Płonia (pół podkowy z trzema gwoździami). W XV stuleciu w Ługowie dziedziczyły trzy rodziny rycerskie – Ożarowscy, Ługowscy i Jakusz. W XVI wieku wśród dziedziców wsi nadal byli Ługowscy. Wiek XVII poza Ługowskimi i Ożarowskimi przynosi nowe nazwiska wśród szlachty dziedziczącej w Ługowie, co wskazuje na znaczne rozdrobnienie własności szlacheckiej. Potop szwedzki z 1655 roku miał duży wpływ na stosunki własnościowe w Ługowie. Drobna szlachta zubożała i wyprzedała swoje ziemie. W wieku XVIII Ługów należy już do jednej rodziny. W 1731 roku jako właściciel Ługowa wymieniany jest Daniel Kowalewski, to właśnie on uchodził za wielkiego dobroczyńcę parafii w Garbowie. Ufundował nową dzwonnicę i przeprowadził remont kościoła (spalonego w 1915). W latach następnych właścicielami Ługowa wymieniani są kolejno: rodzina Niezabitowskich herbu Lubicz i rodzina Iżyckich herbu Bończa. Za Iżyckich wzniesiony został kolejny modrzewiowy dwór, który w części dotrwał do czasów dzisiejszych. W 1819 dobra zostały sprzedane przez Antoniego Iżyckiego bratu Józefowi, który to należał do elity województwa lubelskiego. Sprawował funkcję radcy Rady Obywatelskiego i radcy Towarzystwa Kredytowego Ziemskiego. To on założył oddzielną hipotekę dla dóbr Ługów i stworzył z Ługowa ośrodek dóbr ziemskich, obszernych, bowiem do niego należały także Dąbrowica i Płouszowice. 
W roku 1827 miał 17 domów, 107 mieszkańców.
Józef Iżycki pozostawił dobra ługowskie swojemu bratu Benedyktowi, zobowiązując go jednak testamentem do wypłacania stałej pensji zaufanemu ekonomowi majątku, Józefowi Ryszczyńskiemu. Nowy dziedzic wysyłał pieniądze do momentu, w którym zorientował się, że właściwy Ryszczyński już nie żyje, a pod jego nazwisko podszywa się inna osoba. Szczególnie hojną okazała się być wdowa po Benedykcie Iżyckim. Przede wszystkim zobowiązała kolejnych dziedziców Ługowa do „wystawienia swoim kosztem domu na szkółkę i wydzielenia gruntu na ogród. Dodatkowo właściciel dóbr Ługów obowiązany był dawać corocznie na nauczyciela szkółki po dwa sągi drzewa na opał i cztery korce zboża”. W tym samym czasie rozpoczął się proces uwłaszczania chłopów, powstało wówczas w Ługowie 18 gospodarstw. Nowa właścicielka Ługowa, Wanda Lipska, miała kłopoty w zarządzaniu majątkiem, być może również z powodu hojności swojej ciotki. Nad majątkiem przez lata wisiała groźba licytacji. Brakuje dokładniejszych danych z kolejnych lat, ale Wanda Lipska w latach 1864-1925  była dziedziczką Ługowa. W 1877 roku dwór ługowski przekazał mieszkańcom wsi „za służebności gromadzkie” ponad 35 ha ziemi leżącej nad Ciemięgą na wspólne użytkowanie. To najprawdopodobniej z tym wydarzeniem wiąże się legenda o powstaniu jednej z ługowskich kolonii- Dobrowoli, która znajduje się właśnie na owych terenach. W 1925 roku nastąpiła ponowna parcelacja dóbr ługowskich, powstały nowe kolonie włościańskie, natomiast 250 ha i dwór z zabudowaniami od Skarbu Państwa, po bezpotomnej śmierci ostatniej dziedziczki, kupili Zygmunt i Helena Łabęccy, którzy byli właścicielami dóbr Ługowskich do końca II wojny światowej.
Nazwa miejscowości związana jest prawdopodobnie z właściwościami terenu, ługami - łąkowymi terenami podmokłymi.

## Ługów obecnie

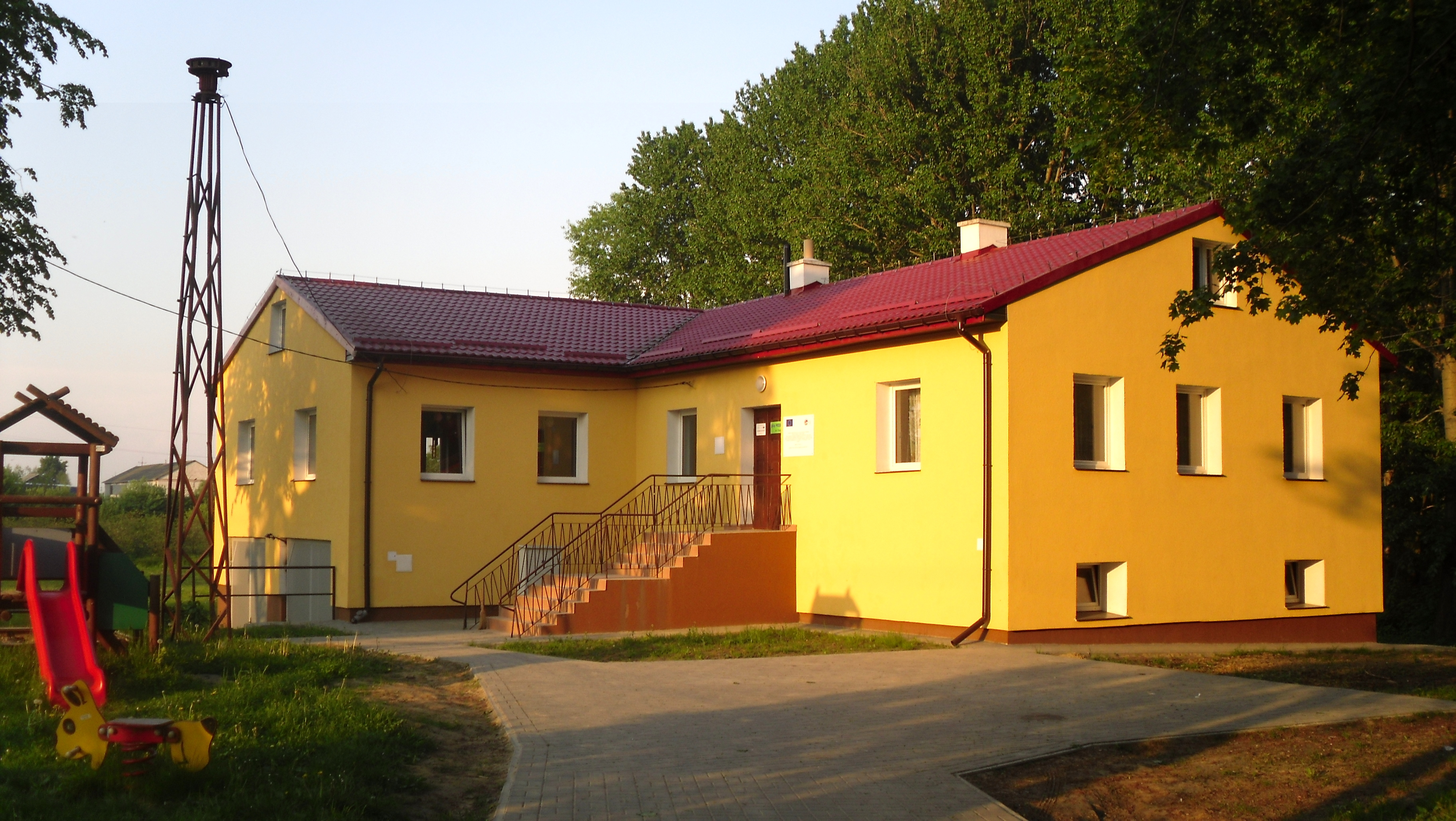
Centrum Społeczno-Kulturalne

Mieszkańcy Ługowa trudnią się głównie uprawą ziemi i hodowlą bydła mlecznego. Duża część osób pracuje także w Lublinie i innych pobliskich miastach. Większość zabudowań znajduje się przy drodze powiatowej Garbów-Sadurki, a także przy drogach bocznych w kierunku Wysokiego i Bogucina (tzw. Wieś i Dobrowola). W miejscowości znajduje się sklep wielobranżowy oraz Centrum Społeczno- Kulturalne, w którego budynku mieszczą się: sala widowiskowa, siedziba OSP oraz Klub Przedszkolaka, a obok dostępny dla wszystkich plac zabaw dla dzieci.

## Turystyka
Przez Ługów przebiegają dwa szlaki rowerowe: południowa pętla po Gminie Garbów i południowa pętla po Gminie Jastków.

## Zabytki
- zespół dworski (dwór, park), nr rej.: A/737 z 12.08.1977
- pomnik – obelisk
- mogiła ziemna z czasów II wojny światowej

## Dworek

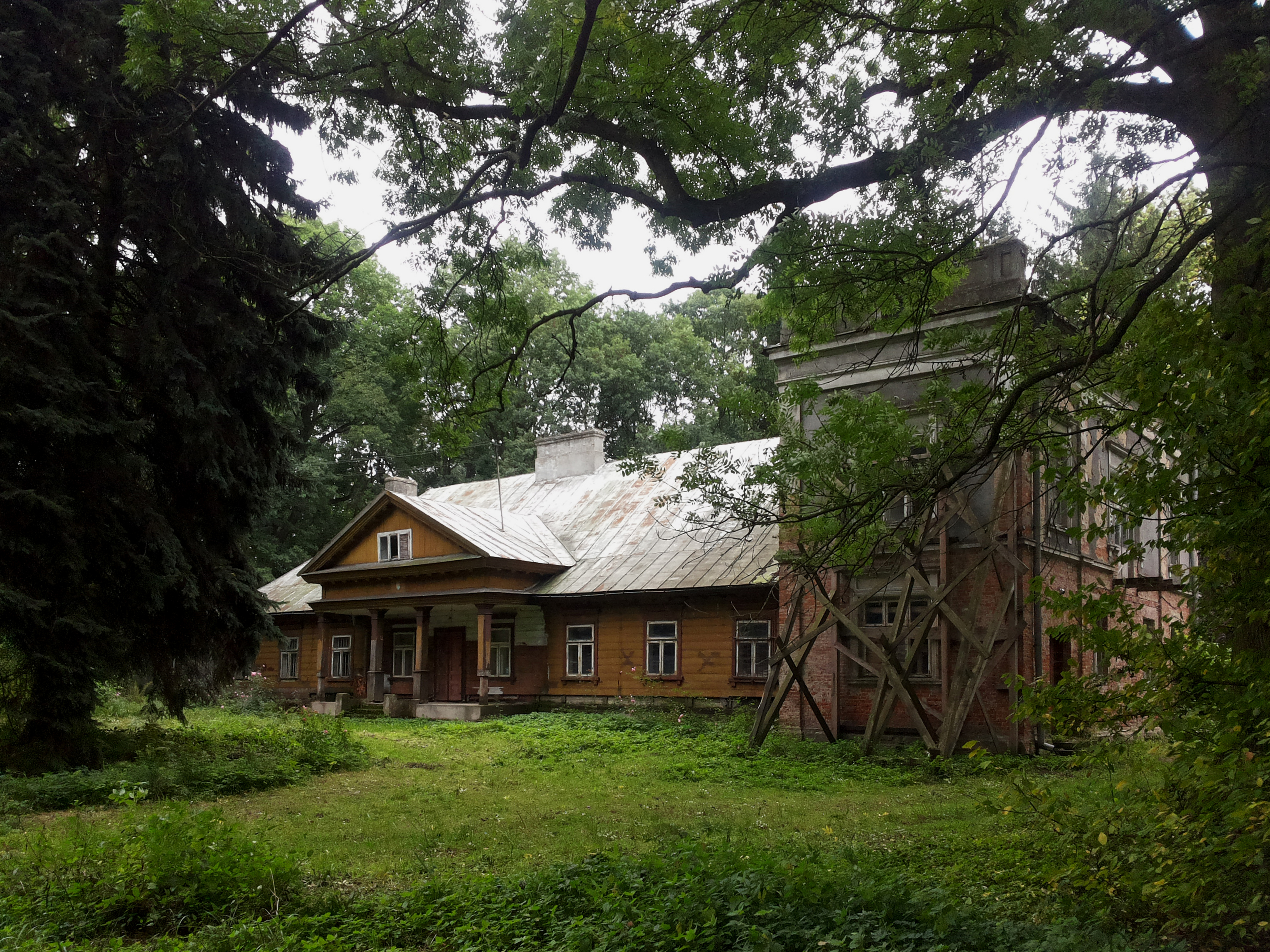
Dwór

Dwór w Ługowie powstał na przełomie XVII i XVIII wieku. Brak jest dokładnych danych na temat tego, kto był jego właścicielem, wiadomo jednak jak wyglądał. Według opisu był na planie prostokąta, z bocznym alkierzem, trójdzielny, dwutraktowy, z sienią na osi. Budynek był drewniany, kryty gontem, wjeżdżało się do niego przez bramę. Zapewne nie przetrwał do końca XVIII wieku. Kolejny, modrzewiowy dworek wraz z zespołem folwarcznym wzniósł najprawdopodobniej Józef Iżycki. W latach 1911–23 majątek dzierżawiony był przez Władysława Zawadzkiego, który przeprowadził gruntowny remont starego drewnianego dworu (oszalowanie zrębu) oraz dokonał rozbudowy polegającej na dostawieniu od południowej strony murowanego, piętrowego skrzydła. Od 1925r. właścicielem dóbr był Zygmunt Łabędzki, a potem jego syn Stanisław. Po upaństwowieniu majątku w 1944r. dwór wraz z parkiem przeznaczony został na ośrodek kolonijny. W 1989 kompleks nabyli prywatni właściciele. Ługowski dworek- stan obecny

## Pomniki i inne miejsca pamięci

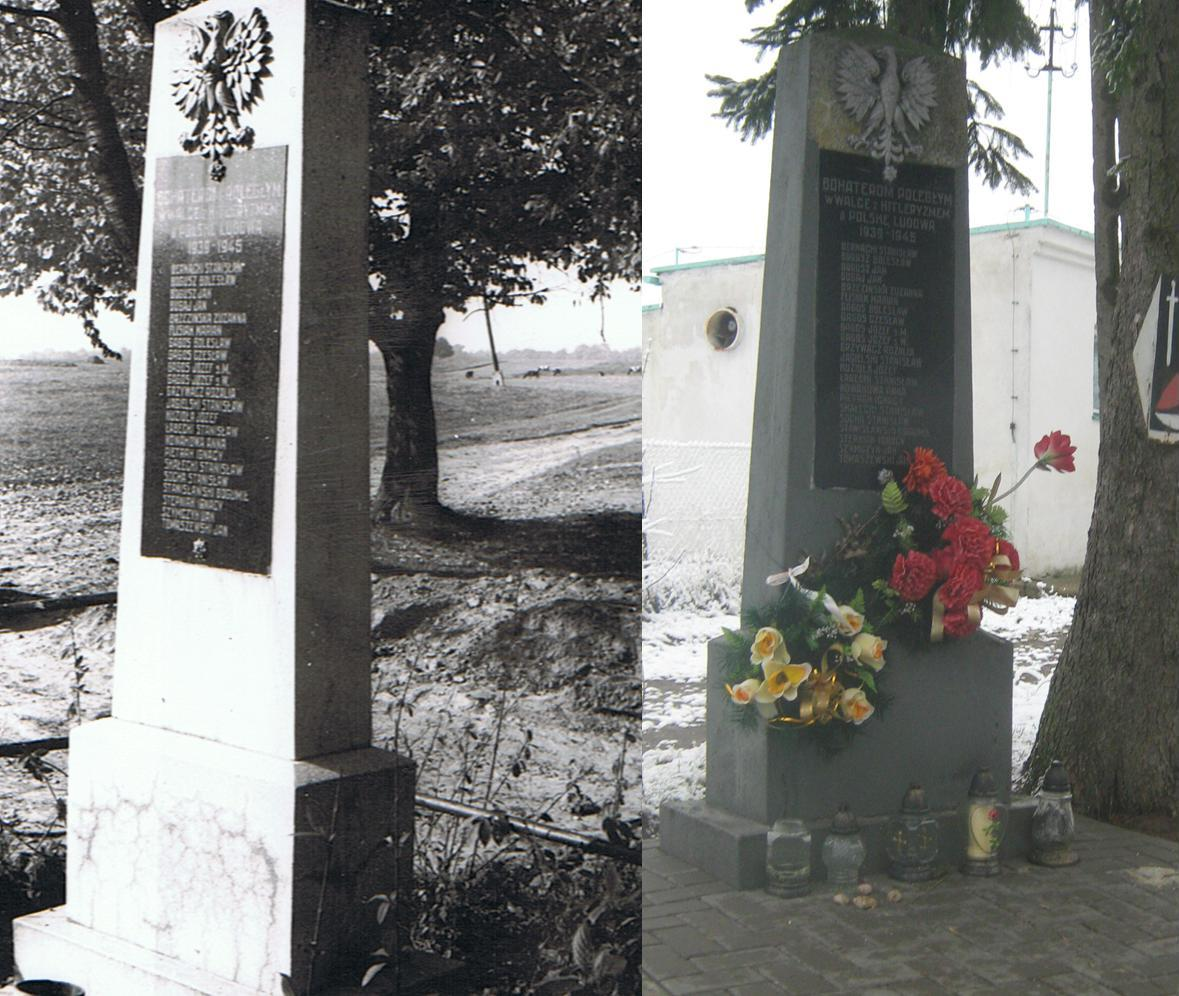
Zdjęcie archiwalne i obecny wygląd ługowskiego obelisku

W centrum miejscowości stoi obelisk upamiętniający poległych w walce z hitleryzmem mieszkańców wsi. Został on odsłonięty w roku 1957. Znajduje się na nim tablica z nazwiskami 22 osób, a nad tablicą płaskorzeźba orła. W Ługowie stoi także kilka przydrożnych krzyży i kapliczek, a w jednym z lasów znajduje się grób ziemny z czasów II wojny światowej. Pochowane są w nim trzy kobiety (matka i dwie córki), ich los jest nieznany.

## Urodzeni w Ługowie
- Stanisław Biernacki - oficer Wojska Polskiego[12].